# Seed Science & Technology
Seed Science & Technology is een internationaal, aan collegiale toetsing onderworpen wetenschappelijk tijdschrift op het gebied van de plantkunde. De naam wordt in literatuurverwijzingen meestal afgekort tot Seed Sci. Technol. Het wordt uitgegeven door de International Seed Testing Association.